# 指向跳棋
指向跳棋（Traverse、Platonic Halma），Michael Kuby、John Miller在1994年推出的兩到四人跳達棋類遊戲。

## 棋具
- 10*10方格棋盤，組成100格棋格。

- 棋子有四種，圓形、方形、菱形、三角形。每方每種各兩枚，以顏色區分敵我。

## 規則
- 每方輪流將一子下在己方底線，皆滿後方使行棋。

- 行棋階段，每回合玩家可選二種行動之一。無論何種行動，棋子皆不可回到己方底線，也不可在任何方底行內移動。
  - 跳行：己棋跳過一枚鄰格的棋子落到同方向的緊連空格，可以選擇持續連跳，方向可依該棋的規定更換。
  - 步行：己棋移動到鄰空格。

- 棋子移動方向需依該棋種而定。
  - 圓形：任何方向。
  - 方形：正向方。
  - 菱形：斜向方。
  - 三角形：前斜、正後方。

- 先把所有己棋移到對向底行者獲勝[1]。

## 外部連結
- 遊戲介紹
- 遊戲下載[永久]